# فرناندو هييرو
فيرناندو ريز هييرو (بالإسبانية: Fernando Hierro)، من مواليد 23 مارس 1968 في فيليث - مالقة، لاعب كرة قدم إسباني سابق ومدرب كرة قدم حالي، وكان يلعب في نادي ريال مدريد ومنتخب إسبانيا لكرة القدم، حيث كان يلعب كقلب دفاع، وفي بعض الأحيان كان يلعب كلاعب وسط دفاعي وقد عيّن مدربًا لمنتخب اسبانيا الأول بعد إقالة لوبتيغي لكي يقود المنتخب في كأس العالم 2018 في روسيا. تم لاحقاً تعاقده مع نادي النصر السعودي مديراً رياضياً للفريق.

## مسيرته الاحترافية
بدأ هييرو مسيرته الكروية مع نادي ريال بلد الوليد في سنة 1987، ولعب لهم حتى عام 1989، وشارك معهم في 58 مباراة وسجل 3 أهداف، وبعدها انتقل إلى نادي ريال مدريد، حيث فاز معهم بلقب الدوري الإسباني خمس مرات ولقب دوري أبطال أوروبا ثلاثة مرات، وقد لعب مع مانويل سانشيز لسنوات عدة، وبعد أن أعتزل مانويل سانشيز، أصبح هييرو هو القائد في نادي ريال مدريد.
و في نهاية موسم 2002/2003 ترك نادي ريال مدريد بعد أن لعب لهم 598 مباراة وسجل 126 هدف، وتوجه إلى دولة قطر، ولعب مع نادي الريان القطري، وقادهم إلى الفوز بكأس أمير دولة قطر، وبعد هذا الموسم عاد هييرو إلى أوروبا، ولعب مع نادي بولتون واندرز في موسم 2004/2005، وشارك معهم في 35 مباراة وسجل هدف واحد فقط، وفي 15 مايو 2005 أعلن فيرناندو هييرو اعتزاله كرة القدم.

## مسيرته مع منتخب إسبانيا
لعب هييرو 89 مباراة مع منتخب إسبانيا لكرة القدم، وسجل 29 هدف، وقد لعب في كأس العالم لكرة القدم 1994 وكأس العالم لكرة القدم 1998 وكأس العالم لكرة القدم 2002، وكأس الأمم الأوروبية لكرة القدم 1996 وكأس الأمم الأوروبية لكرة القدم 2000، وقد اختير في عام 2002 ضمن منتخب الفيفا لنجوم العالم، وفي عام 1998 اختير كأفضل مدافع في أوروبا.
و قد لعب هييرو في تصفيات كأس العالم لكرة القدم 1990 وتصفيات كأس الأمم الأوروبية لكرة القدم 1992، ولكنه لم يلعب في تلك البطولات، وفي تصفيات كأس العالم لكرة القدم 1994 سجل هدفا في مرمى منتخب الدنمارك لكرة القدم، وهذا الهدف هو الذي أدى إلى تأهل منتخب إسبانيا لكرة القدم، وفي كأس العالم لكرة القدم 1994 سجل هدف في مرمى منتخب سويسرا لكرة القدم، ولكنهم خرجوا من الدور الربع نهائي.
و في كأس العالم لكرة القدم 2002 كان هو الهداف الأول لمنتخب إسبانيا لكرة القدم، وقد اعتزل اللعب الدولي بعد هذه البطولة، ليصبح بعده كابتن المنتخب راؤول غونزاليس.

## روابط خارجية
- فرناندو هييرو على موقع الاتحاد الدولي (مؤرشف)  (الإنجليزية)
- فرناندو هييرو على موقع الاتحاد الأوربي (الإنجليزية)
- فرناندو هييرو على موقع قاعدة بيانات كرة القدم.إي يو (الإنجليزية)
- فرناندو هييرو على موقع ليكيب (الفرنسية)
- فرناندو هييرو على موقع ناشيونال فوتبول تيمز (الإنجليزية)
- فرناندو هييرو على موقع Soccerway.com (الإنجليزية)
- فرناندو هييرو على موقع عالم كرة القدم.نت (الإنجليزية)
- فرناندو هييرو على موقع كووورة